# Choerodon
Genre
Choerodon est un genre de poissons de la famille des Labridae.

## Liste des espèces
Selon World Register of Marine Species (26 avril 2014) :
- Choerodon anchorago (Bloch, 1791)
- Choerodon azurio (Jordan & Snyder, 1901)
- Choerodon cauteroma Gomon & Allen, 1987
- Choerodon cephalotes (Castelnau, 1875)
- Choerodon cyanodus (Richardson, 1843)
- Choerodon fasciatus (Günther, 1867)
- Choerodon frenatus Ogilby, 1910
- Choerodon gomoni Allen & Randall, 2002
- Choerodon graphicus (De Vis, 1885)
- Choerodon gymnogenys (Günther, 1867)
- Choerodon jordani (Snyder, 1908)
- Choerodon margaritiferus Fowler & Bean, 1928
- Choerodon melanostigma Fowler & Bean, 1928
- Choerodon monostigma Ogilby, 1910
- Choerodon oligacanthus (Bleeker, 1851)
- Choerodon paynei Whitley, 1945
- Choerodon robustus (Günther, 1862)
- Choerodon rubescens (Günther, 1862)
- Choerodon schoenleinii (Valenciennes, 1839)
- Choerodon sugillatum Gomon, 1987
- Choerodon venustus (De Vis, 1884)
- Choerodon vitta Ogilby, 1910
- Choerodon zamboangae (Seale & Bean, 1907)
- Choerodon zosterophorus (Bleeker, 1868)

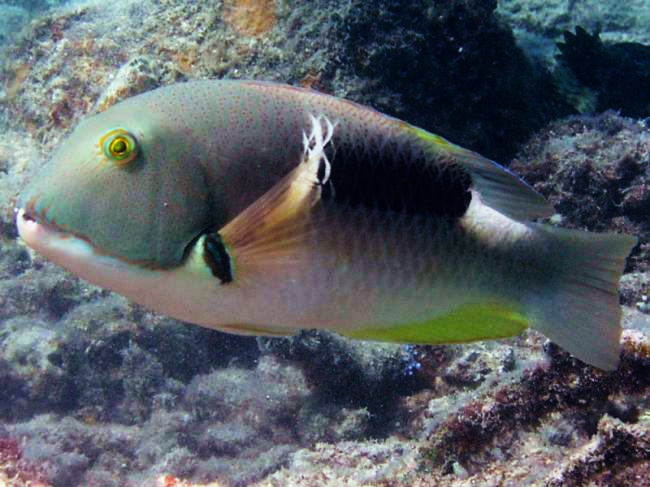
Choerodon anchorago
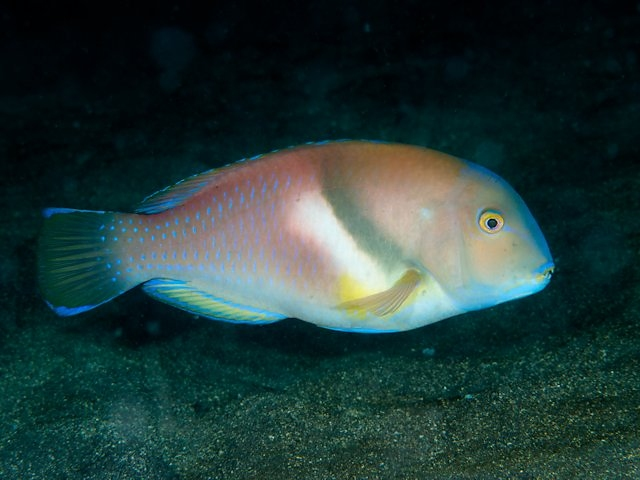
Choerodon azurio
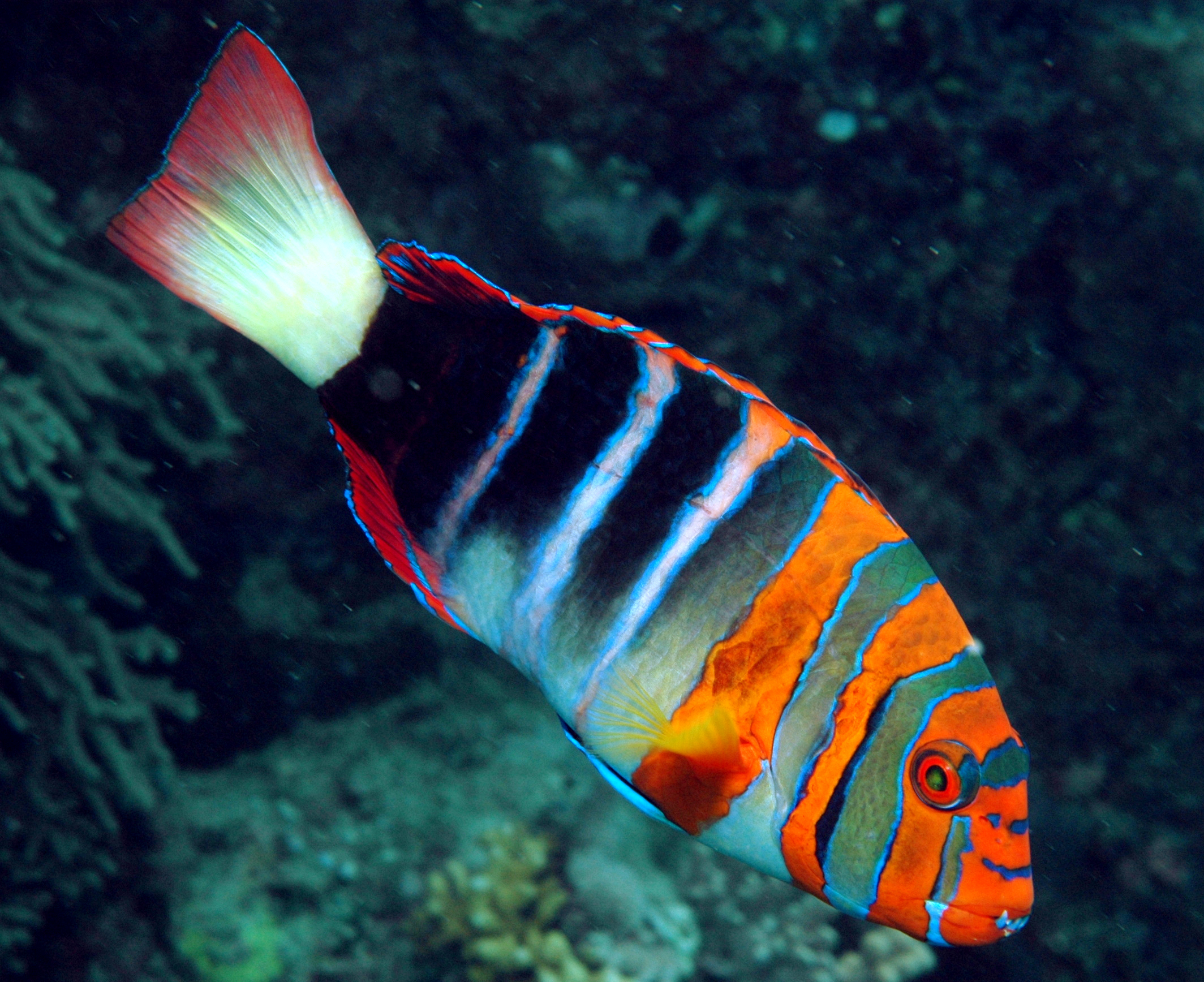
Choerodon fasciatus